# Котячі лапки
Котячі лапки, приворотень, котошка або антенарія (Antennaria) — рід з близько 60 видів трав'янистих однорічних рослин родини айстрових (Asteraceae), що походять з помірних районів північної півкулі, крім виду Antennaria chilensis, що походить з Південної Америки.

## Опис
Різні види роду можуть досягати від 10 до 50 см заввишки. Листя базальне. Назва Antennaria походить від вигляду тичинок квіток деяких видів, що нагадують антени комах.

## Види

### Список видів
За даними сайту «The Plant List» рід Antennaria нараховує 61 визнаний вид:
- 1 Antennaria alpina (L.) Gaertn.
- 2 Antennaria alsinoides[d] Greene
- 3 Antennaria anacleta Greene
- 4 Antennaria anaphaloides[en] Rydb.
- 5 Antennaria arcuata[en] Cronquist
- 6 Antennaria argentea (Gray) Benth.
- 7 Antennaria aromatica Evert
- 8 Antennaria aureola (Lunell) Chmiel.
- 9 Antennaria boecheriana A.E.Porsild[en]
- 10 Antennaria canescens (Lange) Malte
- 11 Antennaria carpatica (Wahlenb.) Hook.
- 12 Antennaria caucasica Boriss.
- 13 Antennaria chilensis J.Rémy[en]
- 14 Antennaria corymbosa E.E.Nelson
- 15 Antennaria densifolia A.E.Porsild
- 16 Antennaria dimorpha (Nutt.) Torr. & A.Gray
- 17 Antennaria dioica (L.) Gaertn.
- 18 Antennaria dioiciformis Kom.
- 19 Antennaria erigeroides Greene
- 20 Antennaria flagellaris (A.Gray) A.Gray
- 21 Antennaria foenina H.S.Pak
- 22 Antennaria foliacea Greene
- 23 Antennaria friesiana (Trautv.) Ekman
- 24 Antennaria geyeri A.Gray
- 25 Antennaria gnaphalioides (Kunth) Standl. ex R.Knuth
- 26 Antennaria howellii Greene
- 27 Antennaria insulensis H.S.Pak
- 28 Antennaria lanata (Hook.) Greene
- 29 Antennaria lanatula Chrtek & Pouzar
- 30 Antennaria linearifolia Wedd.
- 31 Antennaria luzuloides Torr. & A.Gray
- 32 Antennaria macounii Greene
- 33 Antennaria marginata Greene
- 34 Antennaria media Greene
- 35 Antennaria microphylla Rydb.
- 36 Antennaria monocephala DC.
- 37 Antennaria neglecta Greene
- 38 Antennaria nigritella H.S.Pak
- 39 Antennaria nordhageniana Rune & Rønning
- 40 Antennaria oblancifolia E.E.Nelson
- 41 Antennaria parlinii Fernald
- 42 Antennaria parviflora Nutt.
- 43 Antennaria parvifolia Nutt.
- 44 Antennaria plantaginea R.Br.
- 45 Antennaria plantaginifolia (L.) Richardson
- 46 Antennaria propinqua Greene
- 47 Antennaria pseudoarenicola V.V.Petrovsky
- 48 Antennaria pulchella Greene
- 49 Antennaria pulcherrima (Hook.) Greene
- 50 Antennaria racemosa Hook.
- 51 Antennaria rosea (D.C.Eaton) Greene
- 52 Antennaria rosulata Rydb.
- 53 Antennaria rousseaui A.E.Porsild
- 54 Antennaria sleumeri Cabrera
- 55 Antennaria soliceps S.F.Blake[en]
- 56 Antennaria solitaria Rydb.
- 57 Antennaria stenophylla (A.Gray) A.Gray
- 58 Antennaria suffrutescens Greene
- 59 Antennaria umbrinella Rydb.
- 60 Antennaria virginica Stebbins
- 61 Antennaria zosonia H.S.Pak

### Види в Україні
- Котячі лапки дводомні (Antennaria dioica (L.) Gaertn., синонім Antennaria candida Hort.) це одна зі звичайних рослин. Вона утворює густі подушкоподібні зарослі розеток із дрібних лапчастих, тупих або гострих сірувато-зелених листків, на нижній стороні з білим підшерстком.
- Котячі лапки карпатські (Antennaria carpatica (Wahlenb.) Bluff. et Fingerh.) відрізняється від Antennaria dioica (L.) — котячих лапок дводомних — відсутністю пагонів з листками.